# Selecties wereldkampioenschap voetbal voor clubs 2025
Dit overzicht is mogelijk incompleet; u kunt helpen door het uit te breiden.
Dit artikel bevat een lijst van spelers die zijn genomineerd door de clubs die deelnemen aan het Wereldkampioenschap voetbal voor clubs 2025.

## Regels en transfers
Het raamwerk moet aan de volgende voorwaarden voldoen:
- Vóór 10 juni bij de FIFA indienen,
- 26-35 spelers,
- Drie keepers (die op elk moment tijdens het toernooi op het roster kunnen worden gewisseld in geval van blessure of ziekte),
- Er kunnen slechts 26 spelers per wedstrijd worden ingeschreven,
- Spelers moeten hetzelfde rugnummer dragen dat ze in het laatste seizoen van het team droegen,
- De selecties kunnen worden gewijzigd tussen 27 juni en 3 juli (zie de regels).

De regels van de voorlopige kaders:
- Tot 50 spelers,
- Minimaal vier keepers.

Tijdens het toernooi zijn de clubs niet verplicht om hun spelers vrij te geven voor competities georganiseerd door de FIFA, zoals de CONCACAF Gold Cup 2025, maar ze zijn wel verplicht om hun spelers vrij te geven voor de interlands van 2-10 juni.
Teams zijn verplicht om alle spelers volgens de FIFA-regels in te schrijven en hun sterkste team op het veld te zetten

## AFC
| '                          | DM | Vlag van onbekend gebied |
| Hoofdcoach: Simone Inzaghi |    |                          |

| # | Pos | Spelersnaam |
| - | --- | ----------- |

| '                          | DM | Vlag van onbekend gebied |
| Hoofdcoach: Simone Inzaghi |    |                          |

| # | Pos | Spelersnaam |
| - | --- | ----------- |

|  | Uit |

| '                          | DM | Vlag van onbekend gebied |
| Hoofdcoach: Simone Inzaghi |    |                          |

| # | Pos | Spelersnaam |
| - | --- | ----------- |

| '                          | DM | Vlag van onbekend gebied |
| Hoofdcoach: Simone Inzaghi |    |                          |

| # | Pos | Spelersnaam |
| - | --- | ----------- |

|  | Uit |

| '                         | DM | Vlag van onbekend gebied |
| Hoofdcoach: Vladimir Ivić |    |                          |

| # | Pos | Spelersnaam |
| - | --- | ----------- |

| '                         | DM | Vlag van onbekend gebied |
| Hoofdcoach: Vladimir Ivić |    |                          |

| # | Pos | Spelersnaam |
| - | --- | ----------- |

| Thuis | Uit | Derde tenue |

| '                         | DM | Vlag van onbekend gebied |
| Hoofdcoach: Vladimir Ivić |    |                          |

| # | Pos | Spelersnaam |
| - | --- | ----------- |

| '                         | DM | Vlag van onbekend gebied |
| Hoofdcoach: Vladimir Ivić |    |                          |

| # | Pos | Spelersnaam |
| - | --- | ----------- |

| Thuis | Uit | Derde tenue |

## CAF
...

## CONCACAF
...

## CONMEBOL
| '                              | DM | Vlag van onbekend gebied |
| Hoofdcoach: Miguel Ángel Russo |    |                          |

| # | Pos | Spelersnaam |
| - | --- | ----------- |

| '                              | DM | Vlag van onbekend gebied |
| Hoofdcoach: Miguel Ángel Russo |    |                          |

| # | Pos | Spelersnaam |
| - | --- | ----------- |

| Thuis | Uit |

| '                              | DM | Vlag van onbekend gebied |
| Hoofdcoach: Miguel Ángel Russo |    |                          |

| # | Pos | Spelersnaam |
| - | --- | ----------- |

| '                              | DM | Vlag van onbekend gebied |
| Hoofdcoach: Miguel Ángel Russo |    |                          |

| # | Pos | Spelersnaam |
| - | --- | ----------- |

| Thuis | Uit |

| '                            | DM | Vlag van onbekend gebied |
| Hoofdcoach: Marcelo Gallardo |    |                          |

| # | Pos | Spelersnaam |
| - | --- | ----------- |

| '                            | DM | Vlag van onbekend gebied |
| Hoofdcoach: Marcelo Gallardo |    |                          |

| # | Pos | Spelersnaam |
| - | --- | ----------- |

| Thuis | Alternatief thuis |

| '                            | DM | Vlag van onbekend gebied |
| Hoofdcoach: Marcelo Gallardo |    |                          |

| # | Pos | Spelersnaam |
| - | --- | ----------- |

| '                            | DM | Vlag van onbekend gebied |
| Hoofdcoach: Marcelo Gallardo |    |                          |

| # | Pos | Spelersnaam |
| - | --- | ----------- |

| Thuis | Alternatief thuis |

| 01                                                            | DM | Raul               |
| 02                                                            | V  | Vitinho            |
| 04                                                            | V  | Mateo Ponte        |
| 05                                                            | M  | Danilo             |
| 07                                                            | A  | Artur              |
| 08                                                            | A  | Álvaro Montoro     |
| 09                                                            | A  | Rwan Cruz          |
| 10                                                            | A  | Jefferson Savarino |
| 11                                                            | A  | Matheus Martins    |
| 12                                                            | DM | John               |
| 13                                                            | V  | Alex Telles        |
| 15                                                            | V  | Bastos             |
| 16                                                            | A  | Nathan Fernandes   |
| 17                                                            | M  | Marlon Freitas     |
| 19                                                            | A  | Kayke              |
| Hoofdcoach: Renato Paiva                                      |    |                    |
| Verblijfplaats: Montecito; Verblijfplaats: (Westmont College) |    |                    |

| #  | Pos | Spelersnaam        |
| -- | --- | ------------------ |
| 20 | V   | Alexander Barboza  |
| 21 | V   | Marçal             |
| 23 | A   | Santiago Rodríguez |
| 24 | DM  | Léo Linck          |
| 25 | M   | Allan              |
| 26 | M   | Gregore            |
| 28 | M   | Newton             |
| 31 | V   | Kaio Pantaleão     |
| 32 | V   | Jair Cunha         |
| 39 | A   | Gonzalo Mastriani  |
| 40 | DM  | Cristhian Loor     |
| 57 | V   | David Ricardo      |
| 66 | V   | Cuiabano           |
| 99 | A   | Igor Jesus         |

| 01                                                            | DM | Raul               |
| 02                                                            | V  | Vitinho            |
| 04                                                            | V  | Mateo Ponte        |
| 05                                                            | M  | Danilo             |
| 07                                                            | A  | Artur              |
| 08                                                            | A  | Álvaro Montoro     |
| 09                                                            | A  | Rwan Cruz          |
| 10                                                            | A  | Jefferson Savarino |
| 11                                                            | A  | Matheus Martins    |
| 12                                                            | DM | John               |
| 13                                                            | V  | Alex Telles        |
| 15                                                            | V  | Bastos             |
| 16                                                            | A  | Nathan Fernandes   |
| 17                                                            | M  | Marlon Freitas     |
| 19                                                            | A  | Kayke              |
| Hoofdcoach: Renato Paiva                                      |    |                    |
| Verblijfplaats: Montecito; Verblijfplaats: (Westmont College) |    |                    |

| #  | Pos | Spelersnaam        |
| -- | --- | ------------------ |
| 20 | V   | Alexander Barboza  |
| 21 | V   | Marçal             |
| 23 | A   | Santiago Rodríguez |
| 24 | DM  | Léo Linck          |
| 25 | M   | Allan              |
| 26 | M   | Gregore            |
| 28 | M   | Newton             |
| 31 | V   | Kaio Pantaleão     |
| 32 | V   | Jair Cunha         |
| 39 | A   | Gonzalo Mastriani  |
| 40 | DM  | Cristhian Loor     |
| 57 | V   | David Ricardo      |
| 66 | V   | Cuiabano           |
| 99 | A   | Igor Jesus         |

| Thuis | Alternatief thuis | Uit |

| 01                                                            | DM | Raul               |
| 02                                                            | V  | Vitinho            |
| 04                                                            | V  | Mateo Ponte        |
| 05                                                            | M  | Danilo             |
| 07                                                            | A  | Artur              |
| 08                                                            | A  | Álvaro Montoro     |
| 09                                                            | A  | Rwan Cruz          |
| 10                                                            | A  | Jefferson Savarino |
| 11                                                            | A  | Matheus Martins    |
| 12                                                            | DM | John               |
| 13                                                            | V  | Alex Telles        |
| 15                                                            | V  | Bastos             |
| 16                                                            | A  | Nathan Fernandes   |
| 17                                                            | M  | Marlon Freitas     |
| 19                                                            | A  | Kayke              |
| Hoofdcoach: Renato Paiva                                      |    |                    |
| Verblijfplaats: Montecito; Verblijfplaats: (Westmont College) |    |                    |

| #  | Pos | Spelersnaam        |
| -- | --- | ------------------ |
| 20 | V   | Alexander Barboza  |
| 21 | V   | Marçal             |
| 23 | A   | Santiago Rodríguez |
| 24 | DM  | Léo Linck          |
| 25 | M   | Allan              |
| 26 | M   | Gregore            |
| 28 | M   | Newton             |
| 31 | V   | Kaio Pantaleão     |
| 32 | V   | Jair Cunha         |
| 39 | A   | Gonzalo Mastriani  |
| 40 | DM  | Cristhian Loor     |
| 57 | V   | David Ricardo      |
| 66 | V   | Cuiabano           |
| 99 | A   | Igor Jesus         |

| 01                                                            | DM | Raul               |
| 02                                                            | V  | Vitinho            |
| 04                                                            | V  | Mateo Ponte        |
| 05                                                            | M  | Danilo             |
| 07                                                            | A  | Artur              |
| 08                                                            | A  | Álvaro Montoro     |
| 09                                                            | A  | Rwan Cruz          |
| 10                                                            | A  | Jefferson Savarino |
| 11                                                            | A  | Matheus Martins    |
| 12                                                            | DM | John               |
| 13                                                            | V  | Alex Telles        |
| 15                                                            | V  | Bastos             |
| 16                                                            | A  | Nathan Fernandes   |
| 17                                                            | M  | Marlon Freitas     |
| 19                                                            | A  | Kayke              |
| Hoofdcoach: Renato Paiva                                      |    |                    |
| Verblijfplaats: Montecito; Verblijfplaats: (Westmont College) |    |                    |

| #  | Pos | Spelersnaam        |
| -- | --- | ------------------ |
| 20 | V   | Alexander Barboza  |
| 21 | V   | Marçal             |
| 23 | A   | Santiago Rodríguez |
| 24 | DM  | Léo Linck          |
| 25 | M   | Allan              |
| 26 | M   | Gregore            |
| 28 | M   | Newton             |
| 31 | V   | Kaio Pantaleão     |
| 32 | V   | Jair Cunha         |
| 39 | A   | Gonzalo Mastriani  |
| 40 | DM  | Cristhian Loor     |
| 57 | V   | David Ricardo      |
| 66 | V   | Cuiabano           |
| 99 | A   | Igor Jesus         |

| Thuis | Alternatief thuis | Uit |

| '                       | DM | Vlag van onbekend gebied |
| Hoofdcoach: Filipe Luís |    |                          |

| # | Pos | Spelersnaam |
| - | --- | ----------- |

| '                       | DM | Vlag van onbekend gebied |
| Hoofdcoach: Filipe Luís |    |                          |

| # | Pos | Spelersnaam |
| - | --- | ----------- |

| Thuis | Uit |

| '                       | DM | Vlag van onbekend gebied |
| Hoofdcoach: Filipe Luís |    |                          |

| # | Pos | Spelersnaam |
| - | --- | ----------- |

| '                       | DM | Vlag van onbekend gebied |
| Hoofdcoach: Filipe Luís |    |                          |

| # | Pos | Spelersnaam |
| - | --- | ----------- |

| Thuis | Uit |

| '                         | DM | Vlag van onbekend gebied |
| Hoofdcoach: Renato Gaúcho |    |                          |

| # | Pos | Spelersnaam |
| - | --- | ----------- |

| '                         | DM | Vlag van onbekend gebied |
| Hoofdcoach: Renato Gaúcho |    |                          |

| # | Pos | Spelersnaam |
| - | --- | ----------- |

| Thuis | Alternatief thuis | Alternatief 2 thuis |

| '                         | DM | Vlag van onbekend gebied |
| Hoofdcoach: Renato Gaúcho |    |                          |

| # | Pos | Spelersnaam |
| - | --- | ----------- |

| '                         | DM | Vlag van onbekend gebied |
| Hoofdcoach: Renato Gaúcho |    |                          |

| # | Pos | Spelersnaam |
| - | --- | ----------- |

| Thuis | Alternatief thuis | Alternatief 2 thuis |

| 01                                                                            | DM | Mateus          |
| 02                                                                            | V  | Marcos Rocha    |
| 03                                                                            | V  | Bruno Fuchs     |
| 04                                                                            | V  | Agustín Giay    |
| 05                                                                            | M  | Aníbal Moreno   |
| 06                                                                            | V  | Vanderlan       |
| 07                                                                            | M  | Felipe Anderson |
| 08                                                                            | M  | Richard Ríos    |
| 09                                                                            | A  | Vitor Roque     |
| 10                                                                            | A  | Paulinho        |
| 12                                                                            | V  | Mayke           |
| 13                                                                            | V  | Micael          |
| 14                                                                            | DM | Marcelo Lomba   |
| 15                                                                            | V  | Gustavo Gómez   |
| 17                                                                            | A  | Facundo Torres  |
| Hoofdcoach: Abel Ferreira                                                     |    |                 |
| Verblijfplaats: Greensboro; Verblijfplaats: (Universiteit van North Carolina) |    |                 |

| #  | Pos | Spelersnaam       |
| -- | --- | ----------------- |
| 18 | M   | Maurício          |
| 21 | DM  | Weverton          |
| 22 | V   | Joaquín Piquerez  |
| 23 | M   | Raphael Veiga     |
| 26 | V   | Murilo            |
| 30 | M   | Lucas Evangelista |
| 31 | A   | Luighi            |
| 32 | M   | Emiliano Martínez |
| 34 | V   | Naves             |
| 39 | A   | Thalys            |
| 40 | M   | Allan             |
| 41 | A   | Estêvão           |
| 42 | A   | José Manuel López |
| 43 | V   | Luiz Benedetti    |

| 01                                                                            | DM | Mateus          |
| 02                                                                            | V  | Marcos Rocha    |
| 03                                                                            | V  | Bruno Fuchs     |
| 04                                                                            | V  | Agustín Giay    |
| 05                                                                            | M  | Aníbal Moreno   |
| 06                                                                            | V  | Vanderlan       |
| 07                                                                            | M  | Felipe Anderson |
| 08                                                                            | M  | Richard Ríos    |
| 09                                                                            | A  | Vitor Roque     |
| 10                                                                            | A  | Paulinho        |
| 12                                                                            | V  | Mayke           |
| 13                                                                            | V  | Micael          |
| 14                                                                            | DM | Marcelo Lomba   |
| 15                                                                            | V  | Gustavo Gómez   |
| 17                                                                            | A  | Facundo Torres  |
| Hoofdcoach: Abel Ferreira                                                     |    |                 |
| Verblijfplaats: Greensboro; Verblijfplaats: (Universiteit van North Carolina) |    |                 |

| #  | Pos | Spelersnaam       |
| -- | --- | ----------------- |
| 18 | M   | Maurício          |
| 21 | DM  | Weverton          |
| 22 | V   | Joaquín Piquerez  |
| 23 | M   | Raphael Veiga     |
| 26 | V   | Murilo            |
| 30 | M   | Lucas Evangelista |
| 31 | A   | Luighi            |
| 32 | M   | Emiliano Martínez |
| 34 | V   | Naves             |
| 39 | A   | Thalys            |
| 40 | M   | Allan             |
| 41 | A   | Estêvão           |
| 42 | A   | José Manuel López |
| 43 | V   | Luiz Benedetti    |

| Thuis | Uit | Derde tenue |

| 01                                                                            | DM | Mateus          |
| 02                                                                            | V  | Marcos Rocha    |
| 03                                                                            | V  | Bruno Fuchs     |
| 04                                                                            | V  | Agustín Giay    |
| 05                                                                            | M  | Aníbal Moreno   |
| 06                                                                            | V  | Vanderlan       |
| 07                                                                            | M  | Felipe Anderson |
| 08                                                                            | M  | Richard Ríos    |
| 09                                                                            | A  | Vitor Roque     |
| 10                                                                            | A  | Paulinho        |
| 12                                                                            | V  | Mayke           |
| 13                                                                            | V  | Micael          |
| 14                                                                            | DM | Marcelo Lomba   |
| 15                                                                            | V  | Gustavo Gómez   |
| 17                                                                            | A  | Facundo Torres  |
| Hoofdcoach: Abel Ferreira                                                     |    |                 |
| Verblijfplaats: Greensboro; Verblijfplaats: (Universiteit van North Carolina) |    |                 |

| #  | Pos | Spelersnaam       |
| -- | --- | ----------------- |
| 18 | M   | Maurício          |
| 21 | DM  | Weverton          |
| 22 | V   | Joaquín Piquerez  |
| 23 | M   | Raphael Veiga     |
| 26 | V   | Murilo            |
| 30 | M   | Lucas Evangelista |
| 31 | A   | Luighi            |
| 32 | M   | Emiliano Martínez |
| 34 | V   | Naves             |
| 39 | A   | Thalys            |
| 40 | M   | Allan             |
| 41 | A   | Estêvão           |
| 42 | A   | José Manuel López |
| 43 | V   | Luiz Benedetti    |

| 01                                                                            | DM | Mateus          |
| 02                                                                            | V  | Marcos Rocha    |
| 03                                                                            | V  | Bruno Fuchs     |
| 04                                                                            | V  | Agustín Giay    |
| 05                                                                            | M  | Aníbal Moreno   |
| 06                                                                            | V  | Vanderlan       |
| 07                                                                            | M  | Felipe Anderson |
| 08                                                                            | M  | Richard Ríos    |
| 09                                                                            | A  | Vitor Roque     |
| 10                                                                            | A  | Paulinho        |
| 12                                                                            | V  | Mayke           |
| 13                                                                            | V  | Micael          |
| 14                                                                            | DM | Marcelo Lomba   |
| 15                                                                            | V  | Gustavo Gómez   |
| 17                                                                            | A  | Facundo Torres  |
| Hoofdcoach: Abel Ferreira                                                     |    |                 |
| Verblijfplaats: Greensboro; Verblijfplaats: (Universiteit van North Carolina) |    |                 |

| #  | Pos | Spelersnaam       |
| -- | --- | ----------------- |
| 18 | M   | Maurício          |
| 21 | DM  | Weverton          |
| 22 | V   | Joaquín Piquerez  |
| 23 | M   | Raphael Veiga     |
| 26 | V   | Murilo            |
| 30 | M   | Lucas Evangelista |
| 31 | A   | Luighi            |
| 32 | M   | Emiliano Martínez |
| 34 | V   | Naves             |
| 39 | A   | Thalys            |
| 40 | M   | Allan             |
| 41 | A   | Estêvão           |
| 42 | A   | José Manuel López |
| 43 | V   | Luiz Benedetti    |

| Thuis | Uit | Derde tenue |

## OFC
| 01                                                           | DM | Conor Tracey   |
| 02                                                           | V  | Mario Ilich    |
| 03                                                           | V  | Adam Mitchell  |
| 04                                                           | V  | Christian Gray |
| 05                                                           | V  | Nikko Boxall   |
| 07                                                           | A  | Myer Bevan     |
| 08                                                           | M  | Gerard Garriga |
| 09                                                           | A  | Angus Kilkolly |
| 10                                                           | A  | Dylan Manickum |
| 11                                                           | A  | Ryan De Vries  |
| 12                                                           | V  | Regont Murati  |
| 13                                                           | V  | Nathan Lobo    |
| 14                                                           | V  | Jordan Vale    |
| 15                                                           | M  | Jeremy Foo     |
| 16                                                           | A  | Joe Lee        |
| Hoofdcoach: Paul Posa; Hoofdcoach: Ivan Vicelich (a.i.)      |    |                |
| Verblijfplaats: Chattanooga; Verblijfplaats: (Baylor School) |    |                |

| #  | Pos | Spelersnaam        |
| -- | --- | ------------------ |
| 17 | A   | Jerson Lagos       |
| 18 | DM  | Areya Prasad       |
| 19 | V   | Dylan Connolly     |
| 20 | M   | Matt Ellis         |
| 21 | V   | Adam Bell          |
| 22 | V   | Tong Zhou          |
| 23 | V   | Alfie Rogers       |
| 24 | DM  | Nathan Garrow      |
| 25 | V   | Michael den Heijer |
| 26 | M   | David Yoo          |
| 27 | A   | Haris Zeb          |
| 30 | M   | Jackson Manuel     |
| 31 | V   | Ryan Ellis         |
| 32 | M   | Paris Domfeh.      |

| 01                                                           | DM | Conor Tracey   |
| 02                                                           | V  | Mario Ilich    |
| 03                                                           | V  | Adam Mitchell  |
| 04                                                           | V  | Christian Gray |
| 05                                                           | V  | Nikko Boxall   |
| 07                                                           | A  | Myer Bevan     |
| 08                                                           | M  | Gerard Garriga |
| 09                                                           | A  | Angus Kilkolly |
| 10                                                           | A  | Dylan Manickum |
| 11                                                           | A  | Ryan De Vries  |
| 12                                                           | V  | Regont Murati  |
| 13                                                           | V  | Nathan Lobo    |
| 14                                                           | V  | Jordan Vale    |
| 15                                                           | M  | Jeremy Foo     |
| 16                                                           | A  | Joe Lee        |
| Hoofdcoach: Paul Posa; Hoofdcoach: Ivan Vicelich (a.i.)      |    |                |
| Verblijfplaats: Chattanooga; Verblijfplaats: (Baylor School) |    |                |

| #  | Pos | Spelersnaam        |
| -- | --- | ------------------ |
| 17 | A   | Jerson Lagos       |
| 18 | DM  | Areya Prasad       |
| 19 | V   | Dylan Connolly     |
| 20 | M   | Matt Ellis         |
| 21 | V   | Adam Bell          |
| 22 | V   | Tong Zhou          |
| 23 | V   | Alfie Rogers       |
| 24 | DM  | Nathan Garrow      |
| 25 | V   | Michael den Heijer |
| 26 | M   | David Yoo          |
| 27 | A   | Haris Zeb          |
| 30 | M   | Jackson Manuel     |
| 31 | V   | Ryan Ellis         |
| 32 | M   | Paris Domfeh.      |

| Thuis | Uit | Derde tenue |

| 01                                                           | DM | Conor Tracey   |
| 02                                                           | V  | Mario Ilich    |
| 03                                                           | V  | Adam Mitchell  |
| 04                                                           | V  | Christian Gray |
| 05                                                           | V  | Nikko Boxall   |
| 07                                                           | A  | Myer Bevan     |
| 08                                                           | M  | Gerard Garriga |
| 09                                                           | A  | Angus Kilkolly |
| 10                                                           | A  | Dylan Manickum |
| 11                                                           | A  | Ryan De Vries  |
| 12                                                           | V  | Regont Murati  |
| 13                                                           | V  | Nathan Lobo    |
| 14                                                           | V  | Jordan Vale    |
| 15                                                           | M  | Jeremy Foo     |
| 16                                                           | A  | Joe Lee        |
| Hoofdcoach: Paul Posa; Hoofdcoach: Ivan Vicelich (a.i.)      |    |                |
| Verblijfplaats: Chattanooga; Verblijfplaats: (Baylor School) |    |                |

| #  | Pos | Spelersnaam        |
| -- | --- | ------------------ |
| 17 | A   | Jerson Lagos       |
| 18 | DM  | Areya Prasad       |
| 19 | V   | Dylan Connolly     |
| 20 | M   | Matt Ellis         |
| 21 | V   | Adam Bell          |
| 22 | V   | Tong Zhou          |
| 23 | V   | Alfie Rogers       |
| 24 | DM  | Nathan Garrow      |
| 25 | V   | Michael den Heijer |
| 26 | M   | David Yoo          |
| 27 | A   | Haris Zeb          |
| 30 | M   | Jackson Manuel     |
| 31 | V   | Ryan Ellis         |
| 32 | M   | Paris Domfeh.      |

| 01                                                           | DM | Conor Tracey   |
| 02                                                           | V  | Mario Ilich    |
| 03                                                           | V  | Adam Mitchell  |
| 04                                                           | V  | Christian Gray |
| 05                                                           | V  | Nikko Boxall   |
| 07                                                           | A  | Myer Bevan     |
| 08                                                           | M  | Gerard Garriga |
| 09                                                           | A  | Angus Kilkolly |
| 10                                                           | A  | Dylan Manickum |
| 11                                                           | A  | Ryan De Vries  |
| 12                                                           | V  | Regont Murati  |
| 13                                                           | V  | Nathan Lobo    |
| 14                                                           | V  | Jordan Vale    |
| 15                                                           | M  | Jeremy Foo     |
| 16                                                           | A  | Joe Lee        |
| Hoofdcoach: Paul Posa; Hoofdcoach: Ivan Vicelich (a.i.)      |    |                |
| Verblijfplaats: Chattanooga; Verblijfplaats: (Baylor School) |    |                |

| #  | Pos | Spelersnaam        |
| -- | --- | ------------------ |
| 17 | A   | Jerson Lagos       |
| 18 | DM  | Areya Prasad       |
| 19 | V   | Dylan Connolly     |
| 20 | M   | Matt Ellis         |
| 21 | V   | Adam Bell          |
| 22 | V   | Tong Zhou          |
| 23 | V   | Alfie Rogers       |
| 24 | DM  | Nathan Garrow      |
| 25 | V   | Michael den Heijer |
| 26 | M   | David Yoo          |
| 27 | A   | Haris Zeb          |
| 30 | M   | Jackson Manuel     |
| 31 | V   | Ryan Ellis         |
| 32 | M   | Paris Domfeh.      |

| Thuis | Uit | Derde tenue |

## UEFA
| '                           | DM | Vlag van onbekend gebied |
| Hoofdcoach: Vincent Kompany |    |                          |

| # | Pos | Spelersnaam |
| - | --- | ----------- |

| '                           | DM | Vlag van onbekend gebied |
| Hoofdcoach: Vincent Kompany |    |                          |

| # | Pos | Spelersnaam |
| - | --- | ----------- |

| Thuis | Uit |

| '                           | DM | Vlag van onbekend gebied |
| Hoofdcoach: Vincent Kompany |    |                          |

| # | Pos | Spelersnaam |
| - | --- | ----------- |

| '                           | DM | Vlag van onbekend gebied |
| Hoofdcoach: Vincent Kompany |    |                          |

| # | Pos | Spelersnaam |
| - | --- | ----------- |

| Thuis | Uit |

| 01                                                                              | DM | Gregor Kobel       |
| 02                                                                              | V  | Yan Couto          |
| 03                                                                              | V  | Waldemar Anton     |
| 05                                                                              | V  | Ramy Bensebaini    |
| 07                                                                              | A  | Giovanni Reyna     |
| 08                                                                              | M  | Felix Nmecha       |
| 09                                                                              | A  | Serhou Guirassy    |
| 10                                                                              | A  | Julian Brandt      |
| 13                                                                              | M  | Pascal Groß        |
| 14                                                                              | A  | Maximilian Beier   |
| 16                                                                              | A  | Julien Duranville  |
| 17                                                                              | M  | Carney Chukwuemeka |
| 20                                                                              | M  | Marcel Sabitzer    |
| 24                                                                              | V  | Daniel Svensson    |
| 25                                                                              | V  | Niklas Süle        |
| Hoofdcoach: Niko Kovač                                                          |    |                    |
| Verblijfplaats: Fort Lauderdale; Verblijfplaats: (Florida Blue Training Center) |    |                    |

| #  | Pos | Spelersnaam         |
| -- | --- | ------------------- |
| 26 | V   | Julian Ryerson      |
| 27 | A   | Karim Adeyemi       |
| 31 | DM  | Silas Ostrzinski    |
| 33 | DM  | Alexander Meyer     |
| 37 | A   | Cole Campbell       |
| 38 | M   | Kjell Wätjen        |
| 39 | V   | Filippo Mane        |
| 40 | A   | Samuele Inacio      |
| 41 | A   | Mathis Albert       |
| 42 | V   | Almugera Kabar      |
| 43 | A   | Jamie Bynoe-Gittens |
| 44 | V   | Soumaila Coulibaly  |
| 46 | M   | Ayman Azhil         |
| 47 | V   | Elias Benkara       |
| 77 | M   | Jobe Bellingham     |

| 01                                                                              | DM | Gregor Kobel       |
| 02                                                                              | V  | Yan Couto          |
| 03                                                                              | V  | Waldemar Anton     |
| 05                                                                              | V  | Ramy Bensebaini    |
| 07                                                                              | A  | Giovanni Reyna     |
| 08                                                                              | M  | Felix Nmecha       |
| 09                                                                              | A  | Serhou Guirassy    |
| 10                                                                              | A  | Julian Brandt      |
| 13                                                                              | M  | Pascal Groß        |
| 14                                                                              | A  | Maximilian Beier   |
| 16                                                                              | A  | Julien Duranville  |
| 17                                                                              | M  | Carney Chukwuemeka |
| 20                                                                              | M  | Marcel Sabitzer    |
| 24                                                                              | V  | Daniel Svensson    |
| 25                                                                              | V  | Niklas Süle        |
| Hoofdcoach: Niko Kovač                                                          |    |                    |
| Verblijfplaats: Fort Lauderdale; Verblijfplaats: (Florida Blue Training Center) |    |                    |

| #  | Pos | Spelersnaam         |
| -- | --- | ------------------- |
| 26 | V   | Julian Ryerson      |
| 27 | A   | Karim Adeyemi       |
| 31 | DM  | Silas Ostrzinski    |
| 33 | DM  | Alexander Meyer     |
| 37 | A   | Cole Campbell       |
| 38 | M   | Kjell Wätjen        |
| 39 | V   | Filippo Mane        |
| 40 | A   | Samuele Inacio      |
| 41 | A   | Mathis Albert       |
| 42 | V   | Almugera Kabar      |
| 43 | A   | Jamie Bynoe-Gittens |
| 44 | V   | Soumaila Coulibaly  |
| 46 | M   | Ayman Azhil         |
| 47 | V   | Elias Benkara       |
| 77 | M   | Jobe Bellingham     |

|  |  |

| 01                                                                              | DM | Gregor Kobel       |
| 02                                                                              | V  | Yan Couto          |
| 03                                                                              | V  | Waldemar Anton     |
| 05                                                                              | V  | Ramy Bensebaini    |
| 07                                                                              | A  | Giovanni Reyna     |
| 08                                                                              | M  | Felix Nmecha       |
| 09                                                                              | A  | Serhou Guirassy    |
| 10                                                                              | A  | Julian Brandt      |
| 13                                                                              | M  | Pascal Groß        |
| 14                                                                              | A  | Maximilian Beier   |
| 16                                                                              | A  | Julien Duranville  |
| 17                                                                              | M  | Carney Chukwuemeka |
| 20                                                                              | M  | Marcel Sabitzer    |
| 24                                                                              | V  | Daniel Svensson    |
| 25                                                                              | V  | Niklas Süle        |
| Hoofdcoach: Niko Kovač                                                          |    |                    |
| Verblijfplaats: Fort Lauderdale; Verblijfplaats: (Florida Blue Training Center) |    |                    |

| #  | Pos | Spelersnaam         |
| -- | --- | ------------------- |
| 26 | V   | Julian Ryerson      |
| 27 | A   | Karim Adeyemi       |
| 31 | DM  | Silas Ostrzinski    |
| 33 | DM  | Alexander Meyer     |
| 37 | A   | Cole Campbell       |
| 38 | M   | Kjell Wätjen        |
| 39 | V   | Filippo Mane        |
| 40 | A   | Samuele Inacio      |
| 41 | A   | Mathis Albert       |
| 42 | V   | Almugera Kabar      |
| 43 | A   | Jamie Bynoe-Gittens |
| 44 | V   | Soumaila Coulibaly  |
| 46 | M   | Ayman Azhil         |
| 47 | V   | Elias Benkara       |
| 77 | M   | Jobe Bellingham     |

| 01                                                                              | DM | Gregor Kobel       |
| 02                                                                              | V  | Yan Couto          |
| 03                                                                              | V  | Waldemar Anton     |
| 05                                                                              | V  | Ramy Bensebaini    |
| 07                                                                              | A  | Giovanni Reyna     |
| 08                                                                              | M  | Felix Nmecha       |
| 09                                                                              | A  | Serhou Guirassy    |
| 10                                                                              | A  | Julian Brandt      |
| 13                                                                              | M  | Pascal Groß        |
| 14                                                                              | A  | Maximilian Beier   |
| 16                                                                              | A  | Julien Duranville  |
| 17                                                                              | M  | Carney Chukwuemeka |
| 20                                                                              | M  | Marcel Sabitzer    |
| 24                                                                              | V  | Daniel Svensson    |
| 25                                                                              | V  | Niklas Süle        |
| Hoofdcoach: Niko Kovač                                                          |    |                    |
| Verblijfplaats: Fort Lauderdale; Verblijfplaats: (Florida Blue Training Center) |    |                    |

| #  | Pos | Spelersnaam         |
| -- | --- | ------------------- |
| 26 | V   | Julian Ryerson      |
| 27 | A   | Karim Adeyemi       |
| 31 | DM  | Silas Ostrzinski    |
| 33 | DM  | Alexander Meyer     |
| 37 | A   | Cole Campbell       |
| 38 | M   | Kjell Wätjen        |
| 39 | V   | Filippo Mane        |
| 40 | A   | Samuele Inacio      |
| 41 | A   | Mathis Albert       |
| 42 | V   | Almugera Kabar      |
| 43 | A   | Jamie Bynoe-Gittens |
| 44 | V   | Soumaila Coulibaly  |
| 46 | M   | Ayman Azhil         |
| 47 | V   | Elias Benkara       |
| 77 | M   | Jobe Bellingham     |

|  |  |

| '                        | DM | Vlag van onbekend gebied |
| Hoofdcoach: Enzo Maresca |    |                          |

| # | Pos | Spelersnaam |
| - | --- | ----------- |

| '                        | DM | Vlag van onbekend gebied |
| Hoofdcoach: Enzo Maresca |    |                          |

| # | Pos | Spelersnaam |
| - | --- | ----------- |

| Thuis | Uit |

| '                        | DM | Vlag van onbekend gebied |
| Hoofdcoach: Enzo Maresca |    |                          |

| # | Pos | Spelersnaam |
| - | --- | ----------- |

| '                        | DM | Vlag van onbekend gebied |
| Hoofdcoach: Enzo Maresca |    |                          |

| # | Pos | Spelersnaam |
| - | --- | ----------- |

| Thuis | Uit |

| '                         | DM | Vlag van onbekend gebied |
| Hoofdcoach: Pep Guardiola |    |                          |

| # | Pos | Spelersnaam |
| - | --- | ----------- |

| '                         | DM | Vlag van onbekend gebied |
| Hoofdcoach: Pep Guardiola |    |                          |

| # | Pos | Spelersnaam |
| - | --- | ----------- |

| Thuis | Derde tenue |

| '                         | DM | Vlag van onbekend gebied |
| Hoofdcoach: Pep Guardiola |    |                          |

| # | Pos | Spelersnaam |
| - | --- | ----------- |

| '                         | DM | Vlag van onbekend gebied |
| Hoofdcoach: Pep Guardiola |    |                          |

| # | Pos | Spelersnaam |
| - | --- | ----------- |

| Thuis | Derde tenue |

| 01                                                                    | DM | Gianluigi Donnarumma () |
| 02                                                                    | V  | Achraf Hakimi ()        |
| 03                                                                    | V  | Presnel Kimpembe ()     |
| 04                                                                    | V  | Lucas Beraldo           |
| 05                                                                    | V  | Marquinhos              |
| 07                                                                    | A  | Chvitsja Kvaratschelia  |
| 08                                                                    | M  | Fabián Ruiz             |
| 09                                                                    | A  | Gonçalo Ramos           |
| 10                                                                    | A  | Ousmane Dembélé         |
| 14                                                                    | A  | Désiré Doué             |
| 17                                                                    | M  | Vitinha                 |
| 19                                                                    | M  | Lee Kang-in             |
| Hoofdcoach: Luis Enrique                                              |    |                         |
| Verblijfplaats: Irvine; Verblijfplaats: (Universiteit van Californië) |    |                         |

| #  | Pos | Spelersnaam        |
| -- | --- | ------------------ |
| 20 | M   | Gabriel Moscardo   |
| 21 | V   | Lucas Hernández    |
| 24 | M   | Senny Mayulu       |
| 25 | V   | Nuno Mendes        |
| 29 | A   | Bradley Barcola    |
| 33 | M   | Warren Zaïre-Emery |
| 39 | DM  | Matvej Safonov     |
| 43 | V   | Noham Kamara       |
| 49 | A   | Ibrahim Mbaye      |
| 51 | V   | Willian Pacho      |
| 80 | DM  | Arnau Tenas        |
| 87 | M   | João Neves         |

| 01                                                                    | DM | Gianluigi Donnarumma () |
| 02                                                                    | V  | Achraf Hakimi ()        |
| 03                                                                    | V  | Presnel Kimpembe ()     |
| 04                                                                    | V  | Lucas Beraldo           |
| 05                                                                    | V  | Marquinhos              |
| 07                                                                    | A  | Chvitsja Kvaratschelia  |
| 08                                                                    | M  | Fabián Ruiz             |
| 09                                                                    | A  | Gonçalo Ramos           |
| 10                                                                    | A  | Ousmane Dembélé         |
| 14                                                                    | A  | Désiré Doué             |
| 17                                                                    | M  | Vitinha                 |
| 19                                                                    | M  | Lee Kang-in             |
| Hoofdcoach: Luis Enrique                                              |    |                         |
| Verblijfplaats: Irvine; Verblijfplaats: (Universiteit van Californië) |    |                         |

| #  | Pos | Spelersnaam        |
| -- | --- | ------------------ |
| 20 | M   | Gabriel Moscardo   |
| 21 | V   | Lucas Hernández    |
| 24 | M   | Senny Mayulu       |
| 25 | V   | Nuno Mendes        |
| 29 | A   | Bradley Barcola    |
| 33 | M   | Warren Zaïre-Emery |
| 39 | DM  | Matvej Safonov     |
| 43 | V   | Noham Kamara       |
| 49 | A   | Ibrahim Mbaye      |
| 51 | V   | Willian Pacho      |
| 80 | DM  | Arnau Tenas        |
| 87 | M   | João Neves         |

| Thuis | Uit |

| 01                                                                    | DM | Gianluigi Donnarumma () |
| 02                                                                    | V  | Achraf Hakimi ()        |
| 03                                                                    | V  | Presnel Kimpembe ()     |
| 04                                                                    | V  | Lucas Beraldo           |
| 05                                                                    | V  | Marquinhos              |
| 07                                                                    | A  | Chvitsja Kvaratschelia  |
| 08                                                                    | M  | Fabián Ruiz             |
| 09                                                                    | A  | Gonçalo Ramos           |
| 10                                                                    | A  | Ousmane Dembélé         |
| 14                                                                    | A  | Désiré Doué             |
| 17                                                                    | M  | Vitinha                 |
| 19                                                                    | M  | Lee Kang-in             |
| Hoofdcoach: Luis Enrique                                              |    |                         |
| Verblijfplaats: Irvine; Verblijfplaats: (Universiteit van Californië) |    |                         |

| #  | Pos | Spelersnaam        |
| -- | --- | ------------------ |
| 20 | M   | Gabriel Moscardo   |
| 21 | V   | Lucas Hernández    |
| 24 | M   | Senny Mayulu       |
| 25 | V   | Nuno Mendes        |
| 29 | A   | Bradley Barcola    |
| 33 | M   | Warren Zaïre-Emery |
| 39 | DM  | Matvej Safonov     |
| 43 | V   | Noham Kamara       |
| 49 | A   | Ibrahim Mbaye      |
| 51 | V   | Willian Pacho      |
| 80 | DM  | Arnau Tenas        |
| 87 | M   | João Neves         |

| 01                                                                    | DM | Gianluigi Donnarumma () |
| 02                                                                    | V  | Achraf Hakimi ()        |
| 03                                                                    | V  | Presnel Kimpembe ()     |
| 04                                                                    | V  | Lucas Beraldo           |
| 05                                                                    | V  | Marquinhos              |
| 07                                                                    | A  | Chvitsja Kvaratschelia  |
| 08                                                                    | M  | Fabián Ruiz             |
| 09                                                                    | A  | Gonçalo Ramos           |
| 10                                                                    | A  | Ousmane Dembélé         |
| 14                                                                    | A  | Désiré Doué             |
| 17                                                                    | M  | Vitinha                 |
| 19                                                                    | M  | Lee Kang-in             |
| Hoofdcoach: Luis Enrique                                              |    |                         |
| Verblijfplaats: Irvine; Verblijfplaats: (Universiteit van Californië) |    |                         |

| #  | Pos | Spelersnaam        |
| -- | --- | ------------------ |
| 20 | M   | Gabriel Moscardo   |
| 21 | V   | Lucas Hernández    |
| 24 | M   | Senny Mayulu       |
| 25 | V   | Nuno Mendes        |
| 29 | A   | Bradley Barcola    |
| 33 | M   | Warren Zaïre-Emery |
| 39 | DM  | Matvej Safonov     |
| 43 | V   | Noham Kamara       |
| 49 | A   | Ibrahim Mbaye      |
| 51 | V   | Willian Pacho      |
| 80 | DM  | Arnau Tenas        |
| 87 | M   | João Neves         |

| Thuis | Uit |

| 01                                                                             | DM | Yann Sommer         |
| 02                                                                             | M  | Denzel Dumfries     |
| 06                                                                             | V  | Stefan de Vrij      |
| 07                                                                             | M  | Piotr Zieliński     |
| 08                                                                             | M  | Petar Sučić         |
| 09                                                                             | A  | Marcus Thuram       |
| 10                                                                             | A  | Lautaro Martínez    |
| 11                                                                             | M  | Luis Henrique       |
| 12                                                                             | DM | Raffaele Di Gennaro |
| 13                                                                             | DM | Josep Martínez      |
| 15                                                                             | V  | Francesco Acerbi    |
| 16                                                                             | M  | Davide Frattesi     |
| 20                                                                             | M  | Hakan Çalhanoğlu    |
| 21                                                                             | M  | Kristjan Asllani    |
| 22                                                                             | M  | Henrich Mchitarjan  |
| 23                                                                             | M  | Nicolò Barella      |
| 28                                                                             | V  | Benjamin Pavard     |
| Hoofdcoach: Cristian Chivu                                                     |    |                     |
| Verblijfplaats 1: Los Angeles; Verblijfplaats 1: (Universiteit van Californië) |    |                     |
| Verblijfplaats 2: Renton; Verblijfplaats 2: (Virginia Mason Athletic Center)   |    |                     |

| #  | Pos | Spelersnaam            |
| -- | --- | ---------------------- |
| 30 | V   | Carlos Augusto         |
| 31 | V   | Yann Bisseck           |
| 32 | V   | Federico Dimarco       |
| 36 | V   | Matteo Darmian         |
| 40 | DM  | Alessandro Calligaris  |
| 42 | V   | Tomás Palacios         |
| 45 | A   | Valentín Carboni       |
| 48 | V   | Gabriele Re Cecconi    |
| 49 | A   | Giacomo De Pieri       |
| 52 | M   | Thomas Berenbruch      |
| 58 | V   | Matteo Cocchi          |
| 59 | M   | Nicola Zalewski        |
| 70 | A   | Sebastiano Esposito    |
| 94 | A   | Francesco Pio Esposito |
| 95 | V   | Alessandro Bastoni     |
| 99 | A   | Mehdi Taremi           |

| 01                                                                             | DM | Yann Sommer         |
| 02                                                                             | M  | Denzel Dumfries     |
| 06                                                                             | V  | Stefan de Vrij      |
| 07                                                                             | M  | Piotr Zieliński     |
| 08                                                                             | M  | Petar Sučić         |
| 09                                                                             | A  | Marcus Thuram       |
| 10                                                                             | A  | Lautaro Martínez    |
| 11                                                                             | M  | Luis Henrique       |
| 12                                                                             | DM | Raffaele Di Gennaro |
| 13                                                                             | DM | Josep Martínez      |
| 15                                                                             | V  | Francesco Acerbi    |
| 16                                                                             | M  | Davide Frattesi     |
| 20                                                                             | M  | Hakan Çalhanoğlu    |
| 21                                                                             | M  | Kristjan Asllani    |
| 22                                                                             | M  | Henrich Mchitarjan  |
| 23                                                                             | M  | Nicolò Barella      |
| 28                                                                             | V  | Benjamin Pavard     |
| Hoofdcoach: Cristian Chivu                                                     |    |                     |
| Verblijfplaats 1: Los Angeles; Verblijfplaats 1: (Universiteit van Californië) |    |                     |
| Verblijfplaats 2: Renton; Verblijfplaats 2: (Virginia Mason Athletic Center)   |    |                     |

| #  | Pos | Spelersnaam            |
| -- | --- | ---------------------- |
| 30 | V   | Carlos Augusto         |
| 31 | V   | Yann Bisseck           |
| 32 | V   | Federico Dimarco       |
| 36 | V   | Matteo Darmian         |
| 40 | DM  | Alessandro Calligaris  |
| 42 | V   | Tomás Palacios         |
| 45 | A   | Valentín Carboni       |
| 48 | V   | Gabriele Re Cecconi    |
| 49 | A   | Giacomo De Pieri       |
| 52 | M   | Thomas Berenbruch      |
| 58 | V   | Matteo Cocchi          |
| 59 | M   | Nicola Zalewski        |
| 70 | A   | Sebastiano Esposito    |
| 94 | A   | Francesco Pio Esposito |
| 95 | V   | Alessandro Bastoni     |
| 99 | A   | Mehdi Taremi           |

| Thuis | Uit |

| 01                                                                             | DM | Yann Sommer         |
| 02                                                                             | M  | Denzel Dumfries     |
| 06                                                                             | V  | Stefan de Vrij      |
| 07                                                                             | M  | Piotr Zieliński     |
| 08                                                                             | M  | Petar Sučić         |
| 09                                                                             | A  | Marcus Thuram       |
| 10                                                                             | A  | Lautaro Martínez    |
| 11                                                                             | M  | Luis Henrique       |
| 12                                                                             | DM | Raffaele Di Gennaro |
| 13                                                                             | DM | Josep Martínez      |
| 15                                                                             | V  | Francesco Acerbi    |
| 16                                                                             | M  | Davide Frattesi     |
| 20                                                                             | M  | Hakan Çalhanoğlu    |
| 21                                                                             | M  | Kristjan Asllani    |
| 22                                                                             | M  | Henrich Mchitarjan  |
| 23                                                                             | M  | Nicolò Barella      |
| 28                                                                             | V  | Benjamin Pavard     |
| Hoofdcoach: Cristian Chivu                                                     |    |                     |
| Verblijfplaats 1: Los Angeles; Verblijfplaats 1: (Universiteit van Californië) |    |                     |
| Verblijfplaats 2: Renton; Verblijfplaats 2: (Virginia Mason Athletic Center)   |    |                     |

| #  | Pos | Spelersnaam            |
| -- | --- | ---------------------- |
| 30 | V   | Carlos Augusto         |
| 31 | V   | Yann Bisseck           |
| 32 | V   | Federico Dimarco       |
| 36 | V   | Matteo Darmian         |
| 40 | DM  | Alessandro Calligaris  |
| 42 | V   | Tomás Palacios         |
| 45 | A   | Valentín Carboni       |
| 48 | V   | Gabriele Re Cecconi    |
| 49 | A   | Giacomo De Pieri       |
| 52 | M   | Thomas Berenbruch      |
| 58 | V   | Matteo Cocchi          |
| 59 | M   | Nicola Zalewski        |
| 70 | A   | Sebastiano Esposito    |
| 94 | A   | Francesco Pio Esposito |
| 95 | V   | Alessandro Bastoni     |
| 99 | A   | Mehdi Taremi           |

| 01                                                                             | DM | Yann Sommer         |
| 02                                                                             | M  | Denzel Dumfries     |
| 06                                                                             | V  | Stefan de Vrij      |
| 07                                                                             | M  | Piotr Zieliński     |
| 08                                                                             | M  | Petar Sučić         |
| 09                                                                             | A  | Marcus Thuram       |
| 10                                                                             | A  | Lautaro Martínez    |
| 11                                                                             | M  | Luis Henrique       |
| 12                                                                             | DM | Raffaele Di Gennaro |
| 13                                                                             | DM | Josep Martínez      |
| 15                                                                             | V  | Francesco Acerbi    |
| 16                                                                             | M  | Davide Frattesi     |
| 20                                                                             | M  | Hakan Çalhanoğlu    |
| 21                                                                             | M  | Kristjan Asllani    |
| 22                                                                             | M  | Henrich Mchitarjan  |
| 23                                                                             | M  | Nicolò Barella      |
| 28                                                                             | V  | Benjamin Pavard     |
| Hoofdcoach: Cristian Chivu                                                     |    |                     |
| Verblijfplaats 1: Los Angeles; Verblijfplaats 1: (Universiteit van Californië) |    |                     |
| Verblijfplaats 2: Renton; Verblijfplaats 2: (Virginia Mason Athletic Center)   |    |                     |

| #  | Pos | Spelersnaam            |
| -- | --- | ---------------------- |
| 30 | V   | Carlos Augusto         |
| 31 | V   | Yann Bisseck           |
| 32 | V   | Federico Dimarco       |
| 36 | V   | Matteo Darmian         |
| 40 | DM  | Alessandro Calligaris  |
| 42 | V   | Tomás Palacios         |
| 45 | A   | Valentín Carboni       |
| 48 | V   | Gabriele Re Cecconi    |
| 49 | A   | Giacomo De Pieri       |
| 52 | M   | Thomas Berenbruch      |
| 58 | V   | Matteo Cocchi          |
| 59 | M   | Nicola Zalewski        |
| 70 | A   | Sebastiano Esposito    |
| 94 | A   | Francesco Pio Esposito |
| 95 | V   | Alessandro Bastoni     |
| 99 | A   | Mehdi Taremi           |

| Thuis | Uit |

| '                                                                           | DM | Vlag van onbekend gebied |
| Hoofdcoach: Igor Tudor                                                      |    |                          |
| Verblijfplaats 1: White Sulphur Springs; Verblijfplaats 1: (The Greenbrier) |    |                          |
| Verblijfplaats 2: Orlando; Verblijfplaats 2: (ChampionsGate)                |    |                          |

| # | Pos | Spelersnaam |
| - | --- | ----------- |

| '                                                                           | DM | Vlag van onbekend gebied |
| Hoofdcoach: Igor Tudor                                                      |    |                          |
| Verblijfplaats 1: White Sulphur Springs; Verblijfplaats 1: (The Greenbrier) |    |                          |
| Verblijfplaats 2: Orlando; Verblijfplaats 2: (ChampionsGate)                |    |                          |

| # | Pos | Spelersnaam |
| - | --- | ----------- |

| Thuis | Uit |

| '                                                                           | DM | Vlag van onbekend gebied |
| Hoofdcoach: Igor Tudor                                                      |    |                          |
| Verblijfplaats 1: White Sulphur Springs; Verblijfplaats 1: (The Greenbrier) |    |                          |
| Verblijfplaats 2: Orlando; Verblijfplaats 2: (ChampionsGate)                |    |                          |

| # | Pos | Spelersnaam |
| - | --- | ----------- |

| '                                                                           | DM | Vlag van onbekend gebied |
| Hoofdcoach: Igor Tudor                                                      |    |                          |
| Verblijfplaats 1: White Sulphur Springs; Verblijfplaats 1: (The Greenbrier) |    |                          |
| Verblijfplaats 2: Orlando; Verblijfplaats 2: (ChampionsGate)                |    |                          |

| # | Pos | Spelersnaam |
| - | --- | ----------- |

| Thuis | Uit |

| '                         | DM | Vlag van onbekend gebied |
| Hoofdcoach: Thomas Letsch |    |                          |

| # | Pos | Spelersnaam |
| - | --- | ----------- |

| '                         | DM | Vlag van onbekend gebied |
| Hoofdcoach: Thomas Letsch |    |                          |

| # | Pos | Spelersnaam |
| - | --- | ----------- |

|  |

| '                         | DM | Vlag van onbekend gebied |
| Hoofdcoach: Thomas Letsch |    |                          |

| # | Pos | Spelersnaam |
| - | --- | ----------- |

| '                         | DM | Vlag van onbekend gebied |
| Hoofdcoach: Thomas Letsch |    |                          |

| # | Pos | Spelersnaam |
| - | --- | ----------- |

|  |

| '                      | DM | Vlag van onbekend gebied |
| Hoofdcoach: Bruno Lage |    |                          |

| # | Pos | Spelersnaam |
| - | --- | ----------- |

| '                      | DM | Vlag van onbekend gebied |
| Hoofdcoach: Bruno Lage |    |                          |

| # | Pos | Spelersnaam |
| - | --- | ----------- |

| Thuis | Alternatief thuis | Derde tenue |

| '                      | DM | Vlag van onbekend gebied |
| Hoofdcoach: Bruno Lage |    |                          |

| # | Pos | Spelersnaam |
| - | --- | ----------- |

| '                      | DM | Vlag van onbekend gebied |
| Hoofdcoach: Bruno Lage |    |                          |

| # | Pos | Spelersnaam |
| - | --- | ----------- |

| Thuis | Alternatief thuis | Derde tenue |

| '                          | DM | Vlag van onbekend gebied |
| Hoofdcoach: Martín Anselmi |    |                          |

| # | Pos | Spelersnaam |
| - | --- | ----------- |

| '                          | DM | Vlag van onbekend gebied |
| Hoofdcoach: Martín Anselmi |    |                          |

| # | Pos | Spelersnaam |
| - | --- | ----------- |

| Thuis | Alternatief thuis |

| '                          | DM | Vlag van onbekend gebied |
| Hoofdcoach: Martín Anselmi |    |                          |

| # | Pos | Spelersnaam |
| - | --- | ----------- |

| '                          | DM | Vlag van onbekend gebied |
| Hoofdcoach: Martín Anselmi |    |                          |

| # | Pos | Spelersnaam |
| - | --- | ----------- |

| Thuis | Alternatief thuis |

| '                         | DM | Vlag van onbekend gebied |
| Hoofdcoach: Diego Simeone |    |                          |

| # | Pos | Spelersnaam |
| - | --- | ----------- |

| '                         | DM | Vlag van onbekend gebied |
| Hoofdcoach: Diego Simeone |    |                          |

| # | Pos | Spelersnaam |
| - | --- | ----------- |

| Thuis | Alternatief thuis |

| '                         | DM | Vlag van onbekend gebied |
| Hoofdcoach: Diego Simeone |    |                          |

| # | Pos | Spelersnaam |
| - | --- | ----------- |

| '                         | DM | Vlag van onbekend gebied |
| Hoofdcoach: Diego Simeone |    |                          |

| # | Pos | Spelersnaam |
| - | --- | ----------- |

| Thuis | Alternatief thuis |

| 01                                                                                       | DM | Thibaut Courtois       |
| 02                                                                                       | V  | Daniel Carvajal        |
| 03                                                                                       | V  | Éder Militão           |
| 04                                                                                       | V  | David Alaba            |
| 05                                                                                       | M  | Jude Bellingham        |
| 06                                                                                       | M  | Eduardo Camavinga      |
| 07                                                                                       | A  | Vinícius Júnior        |
| 08                                                                                       | M  | Federico Valverde      |
| 09                                                                                       | A  | Kylian Mbappé          |
| 10                                                                                       | M  | Luka Modrić            |
| 11                                                                                       | A  | Rodrygo                |
| 12                                                                                       | V  | Trent Alexander-Arnold |
| 13                                                                                       | DM | Andriy Lunin           |
| 14                                                                                       | M  | Aurélien Tchouaméni    |
| 15                                                                                       | M  | Arda Güler             |
| 16                                                                                       | A  | Endrick                |
| 17                                                                                       | V  | Lucas Vázquez          |
| Hoofdcoach: Xabi Alonso                                                                  |    |                        |
| Verblijfplaats: Palm Beach Gardens; Verblijfplaats: (Gardens North County District Park) |    |                        |

| #  | Pos | Spelersnaam      |
| -- | --- | ---------------- |
| 19 | M   | Dani Ceballos    |
| 20 | V   | Fran García      |
| 21 | A   | Brahim Díaz      |
| 22 | V   | Antonio Rüdiger  |
| 23 | V   | Ferland Mendy    |
| 24 | V   | Dean Huijsen     |
| 26 | DM  | Fran González    |
| 28 | M   | Mario Martín     |
| 29 | V   | Youssef Enríquez |
| 30 | A   | Gonzalo García   |
| 31 | V   | Jacobo Ramón     |
| 34 | DM  | Sergio Mestre    |
| 35 | V   | Raúl Asencio     |
| 36 | M   | Chema Andrés     |
| 38 | V   | Jesús Fortea     |
| 43 | V   | Diego Aguado     |
| 44 | A   | Víctor Muñoz     |

| 01                                                                                       | DM | Thibaut Courtois       |
| 02                                                                                       | V  | Daniel Carvajal        |
| 03                                                                                       | V  | Éder Militão           |
| 04                                                                                       | V  | David Alaba            |
| 05                                                                                       | M  | Jude Bellingham        |
| 06                                                                                       | M  | Eduardo Camavinga      |
| 07                                                                                       | A  | Vinícius Júnior        |
| 08                                                                                       | M  | Federico Valverde      |
| 09                                                                                       | A  | Kylian Mbappé          |
| 10                                                                                       | M  | Luka Modrić            |
| 11                                                                                       | A  | Rodrygo                |
| 12                                                                                       | V  | Trent Alexander-Arnold |
| 13                                                                                       | DM | Andriy Lunin           |
| 14                                                                                       | M  | Aurélien Tchouaméni    |
| 15                                                                                       | M  | Arda Güler             |
| 16                                                                                       | A  | Endrick                |
| 17                                                                                       | V  | Lucas Vázquez          |
| Hoofdcoach: Xabi Alonso                                                                  |    |                        |
| Verblijfplaats: Palm Beach Gardens; Verblijfplaats: (Gardens North County District Park) |    |                        |

| #  | Pos | Spelersnaam      |
| -- | --- | ---------------- |
| 19 | M   | Dani Ceballos    |
| 20 | V   | Fran García      |
| 21 | A   | Brahim Díaz      |
| 22 | V   | Antonio Rüdiger  |
| 23 | V   | Ferland Mendy    |
| 24 | V   | Dean Huijsen     |
| 26 | DM  | Fran González    |
| 28 | M   | Mario Martín     |
| 29 | V   | Youssef Enríquez |
| 30 | A   | Gonzalo García   |
| 31 | V   | Jacobo Ramón     |
| 34 | DM  | Sergio Mestre    |
| 35 | V   | Raúl Asencio     |
| 36 | M   | Chema Andrés     |
| 38 | V   | Jesús Fortea     |
| 43 | V   | Diego Aguado     |
| 44 | A   | Víctor Muñoz     |

| Thuis | Uit |

| 01                                                                                       | DM | Thibaut Courtois       |
| 02                                                                                       | V  | Daniel Carvajal        |
| 03                                                                                       | V  | Éder Militão           |
| 04                                                                                       | V  | David Alaba            |
| 05                                                                                       | M  | Jude Bellingham        |
| 06                                                                                       | M  | Eduardo Camavinga      |
| 07                                                                                       | A  | Vinícius Júnior        |
| 08                                                                                       | M  | Federico Valverde      |
| 09                                                                                       | A  | Kylian Mbappé          |
| 10                                                                                       | M  | Luka Modrić            |
| 11                                                                                       | A  | Rodrygo                |
| 12                                                                                       | V  | Trent Alexander-Arnold |
| 13                                                                                       | DM | Andriy Lunin           |
| 14                                                                                       | M  | Aurélien Tchouaméni    |
| 15                                                                                       | M  | Arda Güler             |
| 16                                                                                       | A  | Endrick                |
| 17                                                                                       | V  | Lucas Vázquez          |
| Hoofdcoach: Xabi Alonso                                                                  |    |                        |
| Verblijfplaats: Palm Beach Gardens; Verblijfplaats: (Gardens North County District Park) |    |                        |

| #  | Pos | Spelersnaam      |
| -- | --- | ---------------- |
| 19 | M   | Dani Ceballos    |
| 20 | V   | Fran García      |
| 21 | A   | Brahim Díaz      |
| 22 | V   | Antonio Rüdiger  |
| 23 | V   | Ferland Mendy    |
| 24 | V   | Dean Huijsen     |
| 26 | DM  | Fran González    |
| 28 | M   | Mario Martín     |
| 29 | V   | Youssef Enríquez |
| 30 | A   | Gonzalo García   |
| 31 | V   | Jacobo Ramón     |
| 34 | DM  | Sergio Mestre    |
| 35 | V   | Raúl Asencio     |
| 36 | M   | Chema Andrés     |
| 38 | V   | Jesús Fortea     |
| 43 | V   | Diego Aguado     |
| 44 | A   | Víctor Muñoz     |

| 01                                                                                       | DM | Thibaut Courtois       |
| 02                                                                                       | V  | Daniel Carvajal        |
| 03                                                                                       | V  | Éder Militão           |
| 04                                                                                       | V  | David Alaba            |
| 05                                                                                       | M  | Jude Bellingham        |
| 06                                                                                       | M  | Eduardo Camavinga      |
| 07                                                                                       | A  | Vinícius Júnior        |
| 08                                                                                       | M  | Federico Valverde      |
| 09                                                                                       | A  | Kylian Mbappé          |
| 10                                                                                       | M  | Luka Modrić            |
| 11                                                                                       | A  | Rodrygo                |
| 12                                                                                       | V  | Trent Alexander-Arnold |
| 13                                                                                       | DM | Andriy Lunin           |
| 14                                                                                       | M  | Aurélien Tchouaméni    |
| 15                                                                                       | M  | Arda Güler             |
| 16                                                                                       | A  | Endrick                |
| 17                                                                                       | V  | Lucas Vázquez          |
| Hoofdcoach: Xabi Alonso                                                                  |    |                        |
| Verblijfplaats: Palm Beach Gardens; Verblijfplaats: (Gardens North County District Park) |    |                        |

| #  | Pos | Spelersnaam      |
| -- | --- | ---------------- |
| 19 | M   | Dani Ceballos    |
| 20 | V   | Fran García      |
| 21 | A   | Brahim Díaz      |
| 22 | V   | Antonio Rüdiger  |
| 23 | V   | Ferland Mendy    |
| 24 | V   | Dean Huijsen     |
| 26 | DM  | Fran González    |
| 28 | M   | Mario Martín     |
| 29 | V   | Youssef Enríquez |
| 30 | A   | Gonzalo García   |
| 31 | V   | Jacobo Ramón     |
| 34 | DM  | Sergio Mestre    |
| 35 | V   | Raúl Asencio     |
| 36 | M   | Chema Andrés     |
| 38 | V   | Jesús Fortea     |
| 43 | V   | Diego Aguado     |
| 44 | A   | Víctor Muñoz     |

| Thuis | Uit |